# Dajnowa Wielka
Dajnowa Wielka (biał. Дайнава Вялікая; ros. Дайнова Великая) – wieś na Białorusi, w obwodzie mińskim, w rejonie wołożyńskim, w sielsowiecie Wołożyn, przy drodze magistralnej .
W dwudziestoleciu międzywojennym leżała w Polsce, w województwie nowogródzkim, w powiecie wołożyńskim.